# Instituto Ruhí
El Instituto Ruhí es una institución educativa que funciona bajo la dirección de la Asamblea Espiritual Nacional de los bahá'ís de Colombia y que dedica sus esfuerzos al desarrollo de recursos humanos para el progreso espiritual, social y cultural del pueblo colombiano. 
Aunque su sede principal se encuentra en Puerto Tejada, un municipio en el departamento del Cauca, su área de influencia se extiende a todo el país. Especialmente en los últimos años, un número cada vez mayor de agencias alrededor del mundo han adoptado sus programas educativos.
Al igual que otras instituciones comprometidas en el proceso de educación para el desarrollo, el Instituto Ruhí ha formulado sus estrategias dentro de un marco especial, con una filosofía de cambio social, desarrollo y educación. En este caso, dicho entendimiento ha sido fruto del esfuerzo constante que la institución ha hecho para aplicar los principios bahá'ís al análisis de las condiciones sociales.

## Caminando por un sendero de servicio
Aunque el marco conceptual que guía el trabajo del Instituto Ruhí se enfoca en el crecimiento espiritual del individuo, se reconoce que la condición espiritual de una persona y su progreso son aspectos que solamente Dios puede juzgar y que los seres humanos no deben intentar medir. Por tanto, el Instituto ha adoptado un enfoque pedagógico que se relaciona exclusivamente con las formas en que se puede ayudar a las personas a aumentar su capacidad para servir. Esta capacidad, que a la vez se conecta íntimamente con la espiritualidad, opera con respecto a ella en formas que no necesitan definirse de manera precisa. Es suficiente con entender que el campo del servicio representa el entorno dentro del cual se puede cultivar la espiritualidad.
Un proceso sistemático de educación espiritual se pone en marcha cuando se acompaña a las personas a través de senderos de servicio que ellas han escogido para caminar de acuerdo con sus intereses y capacidades. Sobre la base de la experiencia obtenida al trabajar con las poblaciones de Colombia, el Instituto Ruhí ha demarcado «senderos de servicio» específicos. La comprensión se fomenta a través de cada sendero mediante una serie de cursos, algunos de los cuales imparten las destrezas y actitudes necesarias para realizar actos de servicio, mientras que otros presentan enseñanzas y preceptos espirituales que dotan a estos actos de significado.

## Secuencia principal de cursos
A continuación se provee una descripción de los materiales de los cursos tanto de la secuencia principal, como de sus dos ramas. Por lo general, grupos pequeños de participantes que trabajan con la ayuda de un tutor, se reúnen en una atmósfera de alegría, tranquilidad y meditación serena para participar en un estudio cuidadoso de los materiales del curso. El proceso de construir capacidad, que está teniendo lugar gracias al estudio de los materiales en todo el mundo, ha sido descrito por la Casa Universal de Justicia en los siguientes términos: «Miles y miles de personas, representando la diversidad del conjunto de la familia humana, están inmersos en el estudio sistemático de la Palabra Creativa en un ambiente serio a la par que inspirador. A medida que ponen en práctica los conocimientos aprendidos mediante un proceso de acción, reflexión y consulta, ven su capacidad para servir a la Causa alcanzar nuevos niveles... »

### Libro 1:  Reflexiones sobre la vida del espíritu
El primer libro de la secuencia de cursos se ocupa principalmente de la cuestión de la identidad. ¿Cuál es la verdadera identidad del «yo» en la frase «yo camino por un sendero se servicio»? Se exploran tres aspectos de la identidad bahá'í en el libro: «La realidad de mis existencia es mi alma, que pasa por este mundo para adquirir los atributos que necesita para un viaje eterno y glorioso hacia Dios. Mis momentos más valiosos son los que paso en comunión con Dios, porque la oración es el alimento diario que mi alma debe recibir para lograr tan exaltado propósito. Uno de mis preocupaciones principales en la vida es estudiar los escritos de Bahá'u'lláh, esforzarse por aumentar mi comprensión de Sus Enseñanzas y aprender a aplicarlas diariamente a mi propia vida y a la vida de la comunidad». El libro consiste de las unidades:
1. Comprensión de los Escritos bahá'ís
2. La oración
3. La vida y la muerte

### Libro 2: Levantémonos a servir
El Libro 2 de la secuencia principal explora la naturaleza del sendero de servicio y la forma en que se habrá de caminar por él. Un rasgo esencial de la vida comunitaria es la unidad y el compañerismo. Visitar a las personas en sus hogares -familiares, amigos, vecinos y conocidos- y conversar con ellos acerca de temas que son fundamentales a la existencia espiritual y social es el primer acto de servicio consciente, realizado por quienes estén participando en la construcción de las comunidades. El libro ayuda a que los participantes adquieran las destrezas y habilidades, conocimientos y cualidades, necesarias para entrar en conversaciones con otros, conversaciones que sean de inspiración para la mente y el espíritu. Los participantes también piensan acerca de la naturaleza de la alegría que se deriva del servicio. El libro consta de tres unidades: 
1. La alegría de enseñar
2. Temas de profundización
3. Compartamos las creencias bahá'ís

### Libro 3: Enseñemos clases de niños, grado 1
El segundo acto de servicio que el Instituto promueve es la educación espiritual de los niños. La educación de los niños es esencial para la transformación de la sociedad. El Libro 3 se enfoca en el conocimiento, las destrezas y cualidades que requieren quienes desean entrar en este campo importante del servicio. 
Consta de las siguientes unidades:
1. Algunos principios de educación bahá'í
2. Lecciones para clases de niños, grado 1
3. Manejo de clases de niños

### Libro 4: Las Manifestaciones Gemelas
El cuarto libro de la secuencia es tomado para obtener un mayor entendimiento de la vida del Báb y Bahá'u'lláh. Las unidades que lo conforman son:
1. La grandeza de este día
2. La vida del Báb
3. La vida de Bahá'u'lláh

### Libro 5: Liberando el potencial del prejoven
El quinto libro capacita a los individuos para que se conviertan en animadores de grupos prejuveniles para las edades 12-15. El término animador viene del hecho de que los individuos capacitados en este curso animan los esfuerzos de los prejovenes.
Los animadores usan otra serie de libros para trabajar con los grupos prejuveniles.

### Libro 6: Enseñar la Causa
Este libro viene a ser una continuación del tema del segundo libro: La enseñanza. El libro busca aumentar el entendimiento de los participantes en la importancia espiritual de enseñar, y los atributos que un tutor de la causa debe esforzarse por adquirir. Está compuesto por las unidades siguientes
1. La naturaleza espiritual de la enseñanza
2. Las cualidades y aptitudes del maestro
3. El acto de enseñar

### Libro 7: Avancemos en un sendero de servicio
El séptimo libro de la secuencia está diseñado para dar a los participantes la habilidad de ser tutor para todos los libros anteriores con sus propios círculos de estudio.
1. El sendero espiritual
2. Seamos tutores de los libros 1 al 6
3. Promovamos las artes en las bases

### Libro 8: La Alianza de Bahá'u'lláh
El libro 8 aún se encuentra en etapa previa a su publicación. Las unidades que la integran son:
1. El Centro de la Alianza y Su Testamento
2. El Guardián de la Fe
3. La Administración Bahá'í

## Programa de empoderamiento espiritual para prejóvenes
Desde sus inicios, el Instituto Ruhí ha dado importancia especial al trabajo con jóvenes de las edades entre los 12 y 15 años; en particular, ha buscado entender la dinámica de mantener, en comunidades locales, pequeños grupos que propicien un ambiente dentro del cual las personas jóvenes puedan discutir ideas y formar una identidad moral fuerte. El Instituto ha encontrado que los diez títulos que aparecen a continuación, algunos de los cuales son desarrollados por otras organizaciones, son útiles para este propósito. Están divididos en dos categorías y aparecen en orden de dificultad. Más adelante se agregarán otros títulos al programa del Instituto, dirigido al empoderamiento moral de los prejóvenes.
Todos los títulos conciernen al desarrollo de las destrezas del lenguaje y al poder de la expresión. Algunos de la primera categoría también abordan conceptos matemáticos y temas sociales, mientras que otros buscan preparar a personas jóvenes para que sean capaces de encarar, de manera científica, la investigación de la realidad física, social y espiritual. Aunque los conceptos morales que se encuentran en los materiales de la primera categoría se extraen de las enseñanzas bahá’ís, no son religiosos en su naturaleza, tampoco abordan temas bahá’ís específicamente. Por lo tanto, muchos tipos de organizaciones, incluso instituciones académicas, los encontrarán útiles para sus programas educativos con prejóvenes. 
En la actualidad, los títulos que conforman esta categoría son:
1. Brisas de confirmación
2. Destellos de esperanza
3. Pensemos en los números
4. Caminar por el sendero recto
5. Aprendiendo sobre la excelencia
6. Observación y percepción (todavía no disponible)
7. El templo humano
8. El poder de la palabra

En su propio trabajo con personas jóvenes, el Instituto Ruhí incluye los libros de la segunda categoría, los cuales abordan temas relacionados con la Fe bahá’í. Entre estos temas se encuentran aquellos que son causa de debate en los adolescentes la mayor parte del tiempo, por ejemplo, el libre albedrío y la predestinación, y la compleja relación entre la voluntad y el conocimiento. 
En la actualidad, los siguientes títulos forman parte de esta categoría:
1. Espíritu de fe
2. El poder del Espíritu Santo

El programa de empoderamiento espiritual se ofrece a prejóvenes en grupos pequeños, por lo general establecidos en una aldea o un barrio por jóvenes mayores. El Instituto Ruhí está desarrollando una serie de cursos que se desprenden de la secuencia principal, empezando con el Libro 5 de dicha secuencia, por medio del cual se les prepara a los jóvenes mayores y adultos a servir como «animadores» de tales grupos.